# Bradford

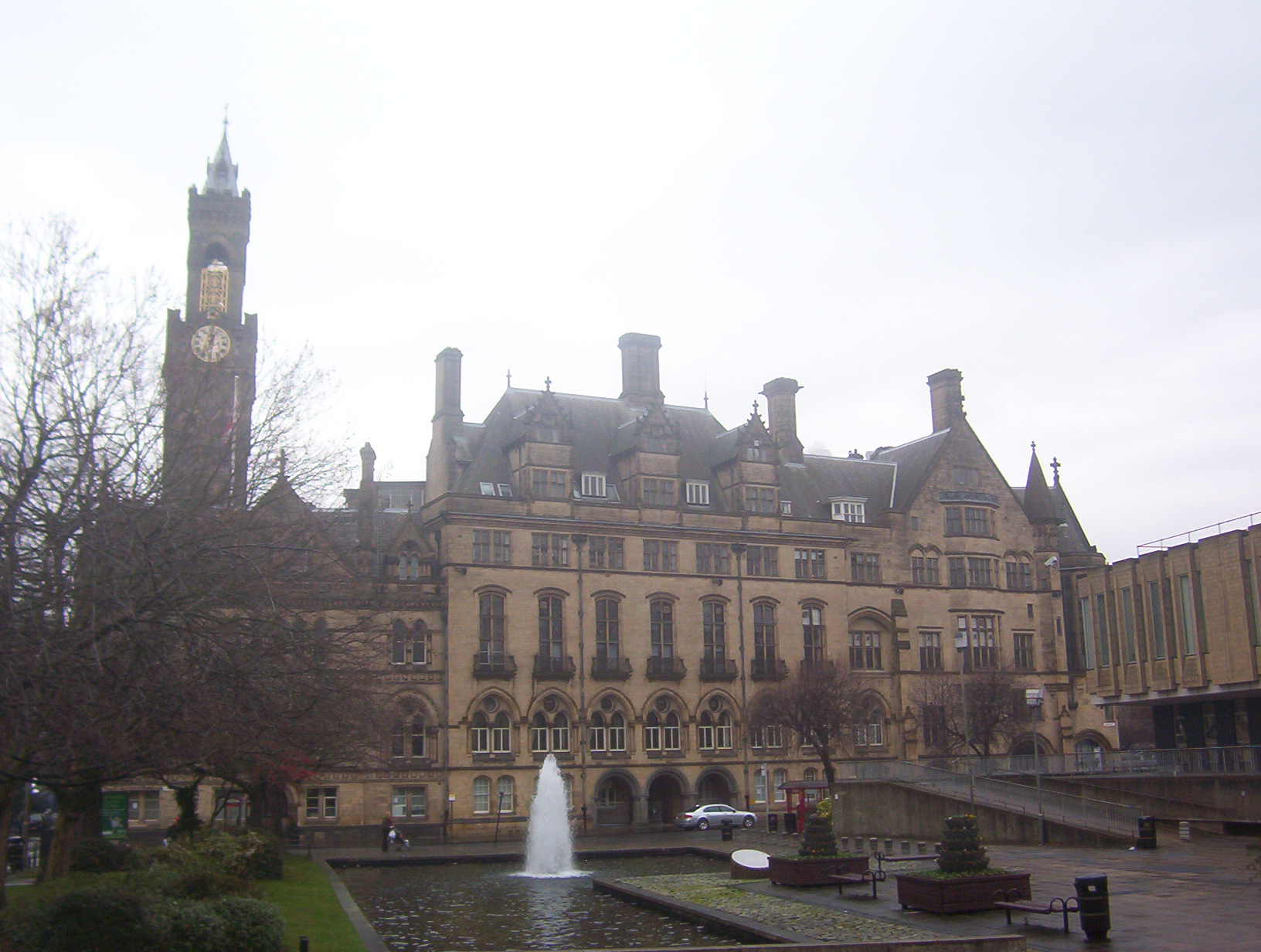
Primăria

Bradford este oraș și un burg metropolitan în cadrul Comitatului Metropolitan West Yorkshire în regiunea Yorkshire and the Humber. Orașul principal din district este Bradford, cu o populație de 293.717 locuitori.Aici s-a născut și faimosul Zayn Malik, una dintre componentele trupei One Direction, formată din 5 membri.

## Orașe din district
- Bradford
- Ilkley
- Keighley

## Personalități născute aici
- J. B. Priestley (n. 1894 - 1984), scriitor;
- Zayn Malik (n. 1993), cântăreț.